# Tiro ai Giochi della XXIX Olimpiade - Pistola 10 metri aria compressa femminile

## Risultati
| Pos. | Atleta                   | Paese       | Qualificazione | 1    | 2    | 3    | 4    | 5    | 6    | 7    | 8    | 9    | 10   | Totale |
| ---- | ------------------------ | ----------- | -------------- | ---- | ---- | ---- | ---- | ---- | ---- | ---- | ---- | ---- | ---- | ------ |
| 1    | Guo Wenjun               | Cina        | 390            | 10.0 | 10.5 | 10.4 | 10.4 | 10.1 | 10.3 | 9.4  | 10.7 | 10.8 | 9.7  | 492.3  |
| 2    | Natal'ja Paderina        | Russia      | 391            | 10.0 | 8.5  | 10.0 | 10.2 | 10.6 | 10.5 | 9.8  | 9.7  | 9.5  | 9.3  | 489.1  |
| 3    | Nino Salukvadze          | Georgia     | 386            | 9.8  | 10.3 | 10.0 | 9.5  | 10.2 | 10.7 | 10.4 | 10.6 | 9.1  | 10.8 | 487.4  |
| 4    | Viktoria Chaika          | Bielorussia | 384            | 9.3  | 9.4  | 10.4 | 10.1 | 10.2 | 10.5 | 9.2  | 10.5 | 9.8  | 8.6  | 482.0  |
| 5    | Miroslava S. Lewandowska | Polonia     | 384            | 8.1  | 10.3 | 9.2  | 9.9  | 9.8  | 10.4 | 9.9  | 9.4  | 10.7 | 9.6  | 481.3  |
| 6    | Jasna Šekarić            | Serbia      | 384            | 10.2 | 9.6  | 9.9  | 9.9  | 9.3  | 9.1  | 9.7  | 10.0 | 9.3  | 9.9  | 480.9  |
| 7    | Mira Nevansuu            | Finlandia   | 384            | 8.7  | 9.3  | 9.2  | 10.3 | 9.8  | 10.0 | 9.7  | 9.9  | 9.9  | 9.7  | 480.5  |
| 8    | Munkzul Tsogbadrah       | Mongolia    | 387            | 9.3  | 10.0 | 8.7  | 8.3  | 9.2  | 9.5  | 8.5  | 10.7 | 9.2  | 9.2  | 479.6  |